# Мейер, Альберт
Альберт Мейер (нем. Albert Meyer; 13 марта 1870 года, Фелланден, кантон Цюрих, Швейцария — 22 октября 1953 года, Цюрих, Швейцария) — швейцарский политик, президент Швейцарии.

## Биография
Альберт Мейер изучал право и экономику в Цюрихе, Берлине и Лейпциге. В 1895 году он получил степень доктора в Цюрихе. С 1897 года был редактором, а с 1915 года главным редактором газеты «Нойе Цюрихер Цайтунг». С 1907 по 1927 год избирался в Городской совет (парламент) Цюриха, а с 1915 года в Национальный совет (парламент Швейцарии). В 1923—1929 годах занимал должность председателя Радикально-демократической партии Швейцарии. В 1929 году Мейер был после четырех туров голосования был избран на место Роберта Хааба в Федеральном совете.
- 12 декабря 1929 — 31 декабря 1938 — член Федерального совета Швейцарии.
- 1 января 1930—1934 — начальник департамента (министр) внутренних дел.
- 1 мая 1934 — 31 декабря 1938 — начальник департамента финансов.
- 1 января — 31 декабря 1935 — вице-президент Швейцарии.
- 1 января — 31 декабря 1936 — президент Швейцарии.

Мейер был сторонником золотого стандарта и стабильного обменного курса, однако в сентябре 1936 года ему пришлось согласиться с девальвацией швейцарского франка, по решению большинства в Федеральном совете. Попытка проведения всеобъемлющей финансовой реформы, чтобы заменить временные правила, принятые в 1915 году не удалась. В июне 1938 года Национальный совет проголосовал против реформы. Департамент финансов разработал новые временные правила, принятые на референдуме в ноябре 1938 года, после чего Мейер ушёл в отставку.